# Каньон Дель-Дуэнде
 Каньон Дель-Дуэнде  (исп.  El Cañón del Duende) находится в пяти километрах от города Туписа, на юго-востоке Боливии. Высокие скальные образования из красного песчаника и полимиктовых конгломератов необычных форм напоминают сказочных человечков в шляпах. Название переводится с испанского как «Каньон эльфов (или гоблинов)».

## Галерея

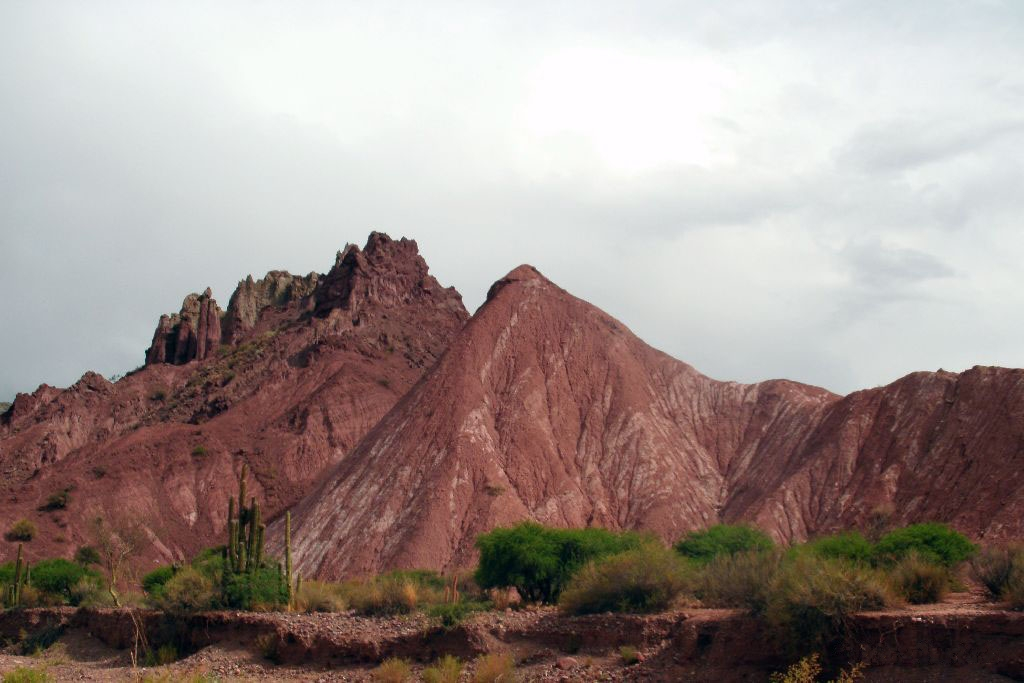
Каньон Дель-Дуэнде (1)
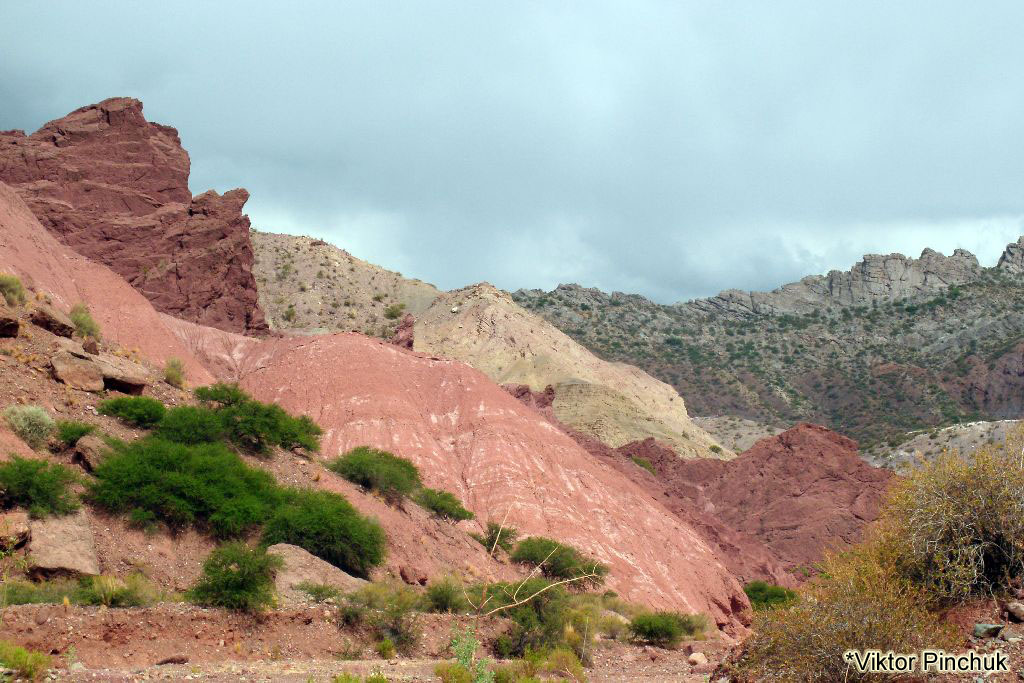
Каньон Дель-Дуэнде (2)
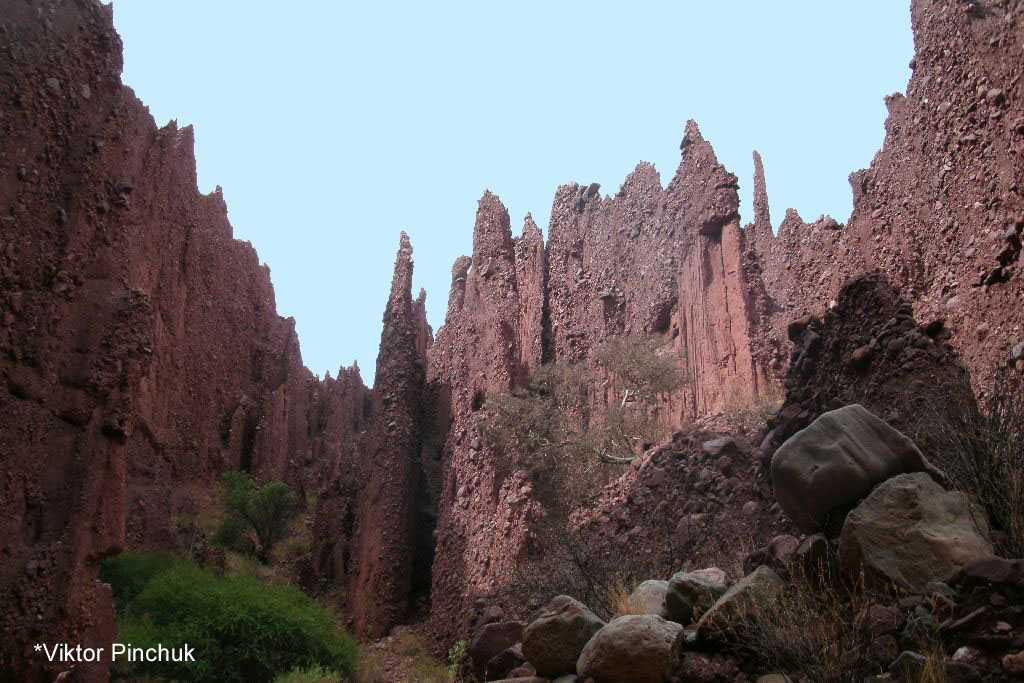
Каньон Дель-Дуэнде (3)
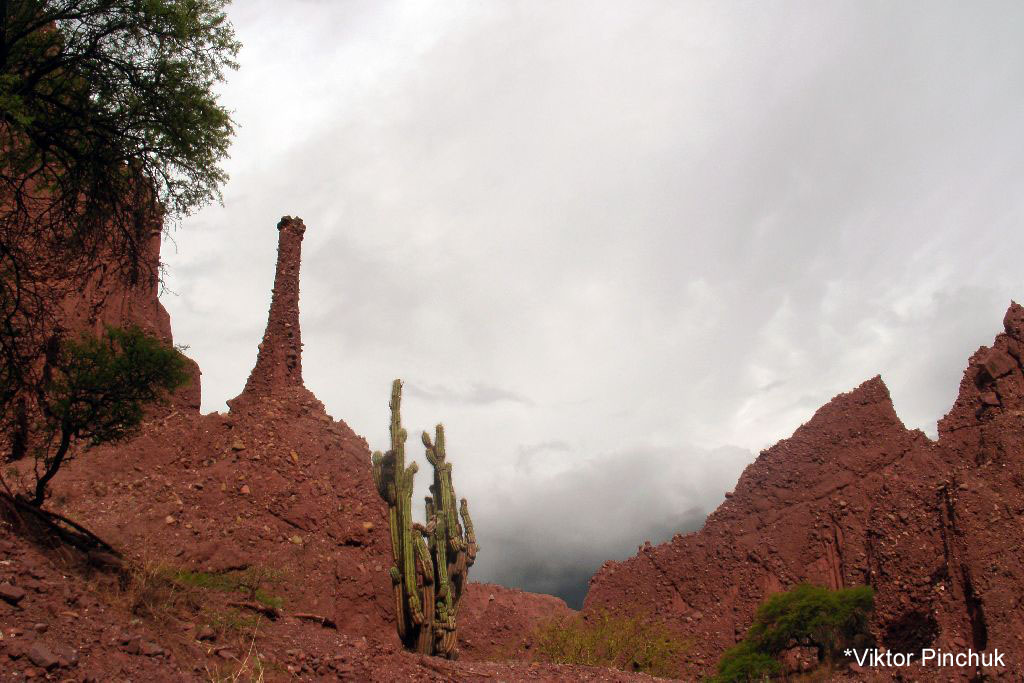
Каньон Дель-Дуэнде (4)
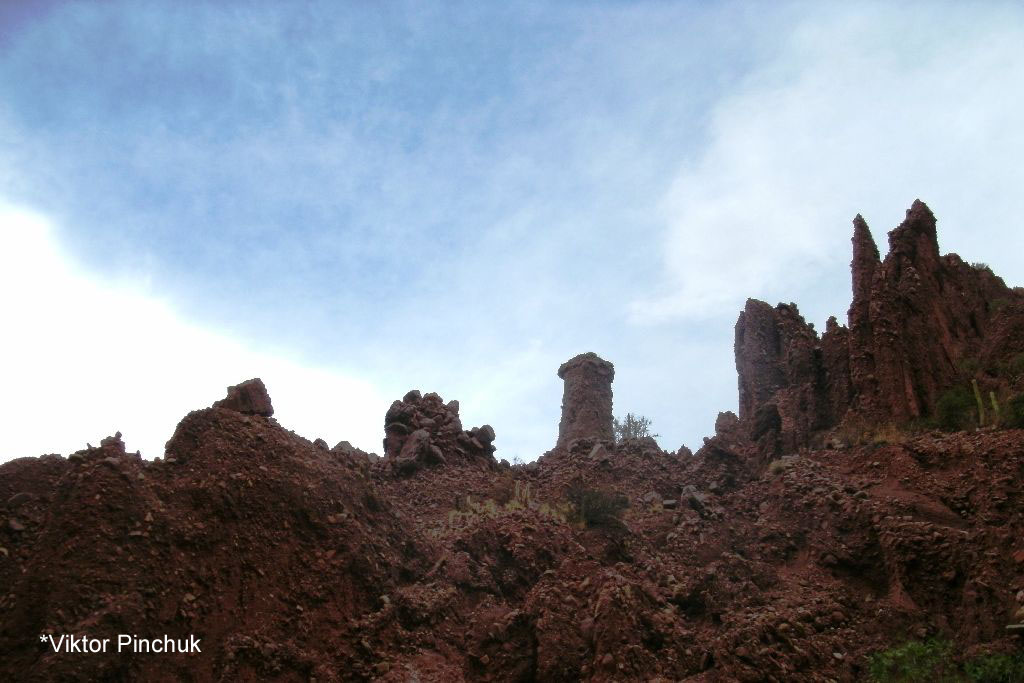
Каньон Дель-Дуэнде (5)